# フェンダー・デュオソニック
フェンダー・デュオソニック (FENDER DUO-SONIC) は1956年に発売開始されたフェンダー社のエレクトリックギター。

## デュオソニック
最初のデュオソニックは1956年に学生でも買える値段のスチューデントモデルとして発表された。2ヶ月早く発表されたミュージックマスターと同様に22.5インチのショートスケール（標準的なフェンダーのギターは25.5インチスケール）とスリムなボディ、そしてミックスポジションでハムバッカーの効果が得られる2基のピックアップが特徴である。デュオソニックの発売はレスポールがハムバッカーを搭載する以前の事で、いかにフェンダーが革新的であったかがうかがえる。

## デュオソニックII

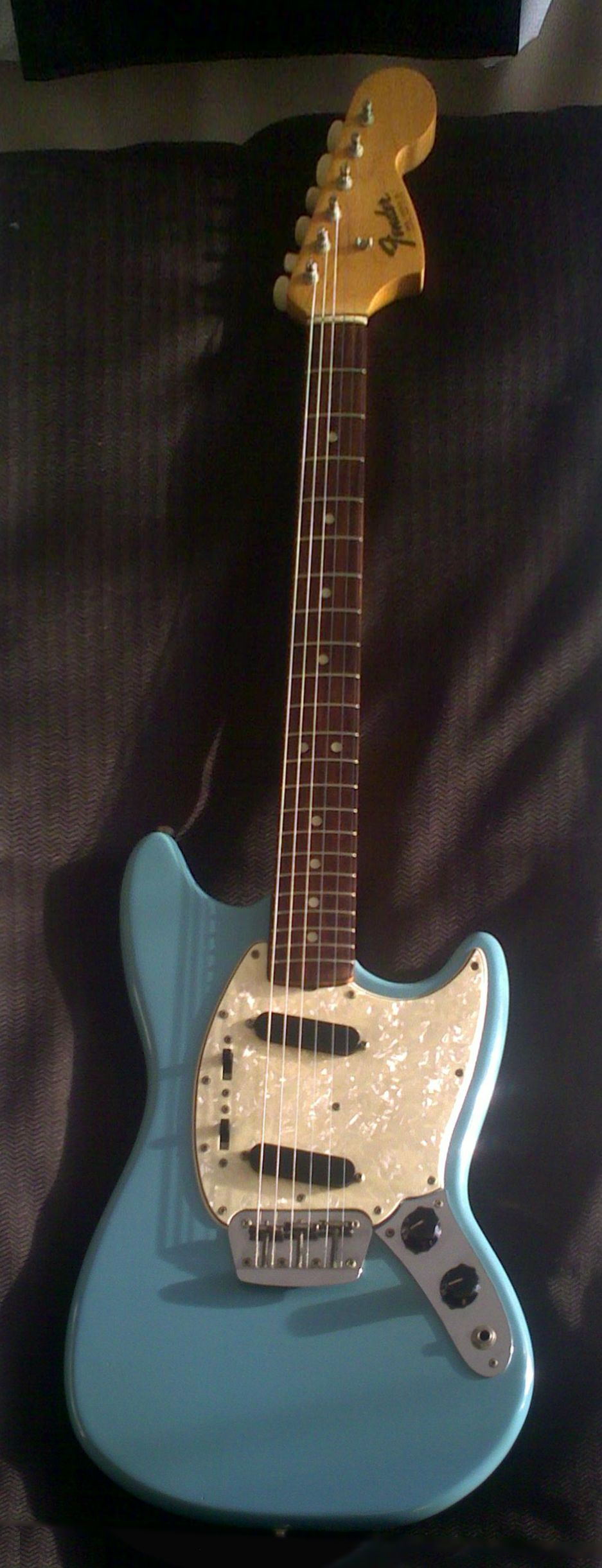
デュオソニックII

1964年、両モデルは新たにスチューデントシリーズに追加されたムスタングをベースにして再設計された。これら3つのギターは若干のオフセットボディと、ラージヘッドのネック、ローズウッド指板とプラスティック・ピックガード、ボリュームとトーンノブをマウントする独立した金属プレートを特徴とする。デュオソニックとムスタングではピックアップ・セレクタはピックアップ上部に移され、2つの3ポジションスイッチでフェイズ効果の選択ができた。それぞれのピックアップはコイル/磁石が逆巻/逆磁極で、合わせて使用した時にはハムバッカーの機能も得られた。この時に22.5インチスケールに加え24インチスケールのネックも用意された。このモデルは「デュオソニックII」と改名されたが、ヘッドのデカールには「II」が付いたり付かなかったりしている。1969年にデュオソニックIIは製造終了となった。おそらくトレモロ付きのムスタングばかり人気が出たことが原因。

## メキシコ製デュオソニック
1990年にはメキシコ製のリイシュー・デュオソニックが生産開始された。ボディ材は軽量なポプラ、ネックは22.5インチスケールのメイプルウッド、フレット数は少なめの20、メイプル張り指板、シャーラータイプのペグ、そしてデュオソニックIIの様に並行で斜めに並べられた2つのピックアップはミックスポジションにするとハムバッカーの効果が出るようになっていた。見た目やスイッチ等のコントロール系統は初期のデュオソニックに近いが、ブリッジはデュオソニックIIのものに近い。色はブラック、レッド、ホワイトの3種類。1997年にこのメキシコ製デュオソニックは製造終了となった。

## スクワイア・デュオソニック
2007年にフェンダー傘下のスクワイアからクラシックヴァイブ(Classic Vibe)シリーズの一つとして50年代のデュオソニックを模した'50sデュオソニックが発表された。クラシックヴァイブシリーズは中国製の安価なギターながら、厳しい検品によるクオリティーの高さで人気を博す。ボディ材はバスウッド、ネックは24インチスケールのメイプルウッド、21フレット、チューニングペグは白いプラスチックノブのクルーソンタイプ、そしてピックアップはデュオソニックカスタムアルニコVを2基搭載。ボディはデザートサンドの1色のみで、金色のアノダイズド・アルミニウム・ピックガードが取り付けられている。しかし、ピックアップを直列に繋げてハムバッカーの音をだすというデュオソニックならではの伝統芸は、ピックアップを交換しない限りできない。しかしデュオソニックでは珍しくストラトキャスターのようなハーフトーンを出せるので、一長一短といったところである。

## オフセット・シリーズ：メキシコ製デュオソニック
2016年のSUMMER NAMMで販売が発表されたシリーズで、メキシコ製である。シングルコイルを2基搭載した「Duo-Sonic」と、フロントにシングルコイル・リアにハムバッカーを搭載した「Duo-Sonic HS」の2機種がある。ピックアップは並列配線になっている。

## プレイヤー・シリーズ：メキシコ製デュオソニック
2020年、プレイヤー・シリーズのデュオソニックが販売開始された。アルダーボディ、メイプルネック、24インチスケール。オフセット・シリーズ同様、シングルコイルを2基搭載した「Duo-Sonic」と、フロントにシングルコイル・リアにハムバッカーを搭載した「Duo-Sonic HS」の2機種があり、ピックアップは並列配線である。

## デュオソニック使用ミュージシャン
デュオソニックとの関係が強いミュージシャンはリズ・フェアだが、トーキング・ヘッズのデヴィッド・バーンも使用しており、ジミ・ヘンドリックスもアイズレー・ブラザーズにジミー・ジェームズ名義で参加していた時に使用している。ジョニー・ウィンターも1960年代から1970年代にかけて、特に初期の数枚のアルバムでデュオソニックを使用している。パティ・スミスはデュオソニックを使うだけでなく、歌詞にも登場させている。

## その他
デュオソニックI、II共にコレクションとしての価値は高い。特にデュオソニックIIはトレモロユニットのないムスタングとしての需要がある。